# Jacob May
Jacob Alexander May (né le 23 janvier 1992 à Williamsport, Pennsylvanie, États-Unis) est un ancien joueur de champ extérieur de la Ligue majeure de baseball.
Son grand-père Lee May et son oncle Carlos May sont d'anciens joueurs de baseball professionnels. 

## Carrière
Étudiant à l'école secondaire Lakota West High de West Chester en Ohio, Jacob May est en juin 2010 réclamé par les Reds de Cincinnati au 39e tour de sélection du repêchage amateur, mais il repousse l'offre pour rejoindre les Chanticleers de la Coastal Carolina University. Il signe son premier contrat professionnel avec les White Sox de Chicago après avoir été repêché par le club au 3e tour en 2013.
Dans les ligues mineures, où May débute en 2013 avec les clubs affiliés aux White Sox, May évolue au champ centre. À la demande des White Sox, il évolue pour les Blue Sox de Sydney dans la Ligue australienne de baseball durant l'hiver 2013-2014. Après un solide entraînement de printemps, May est choisi pour succéder à Adam Eaton, échangé dans les mois précédents, dans le champ centre des White Sox au début de la saison 2017, forçant le club à réviser ses plans et à se départir de Peter Bourjos, leur choix initial pour ce poste.
Jacob May fait ses débuts dans le baseball majeur avec les White Sox le 4 avril 2017 contre les Tigers de Détroit.